# Воображаемое путешествие на Фарерские острова
«Воображаемое путешествие на Фарерские острова» (дат. En Fantasirejse til Færøerne), FS 123 ― рапсодическая увертюра для оркестра Карла Нильсена, заказанная Королевским театром Дании для гала-концерта, посвящённого визиту делегации с Фарерских островов. Премьера пьесы состоялась 27 ноября 1927 года под управлением самого композитора. Произведение считается примером позднего стиля Нильсена, к которому также можно отнести его концерты для флейты и кларнета с оркестром.

## История
В письме к своей жене 4 января 1927 года Нильсен писал: «Теперь в течение следующих 8-10 дней я должен написать увертюру к большому гала-концерту в Королевском театре, который пройдёт при поддержке государства… Я буду использовать мотивы из фарерских баллад, и я легко справлюсь с произведением, поскольку его сочинение доставит мне некоторое удовольствие ― хорошо, что мы что-то делаем для них [фарерской делегации]». Приезд делегации был отложен до ноября из-за эпидемии гриппа.
При жизни Нильсена произведение было исполнено дважды: первый раз ― в Королевском театре 27 ноября 1927 года, второй ― на концерте в Копенгагенской ратуше (пьесу играл Копенгагенский филармонический оркестр).

## Музыка
За два дня до концерта в газете «Politiken» было опубликовано обширное интервью с Нильсеном, в котором композитор дал комментарии к своей пьесе.
В конце концов, это всего лишь работа, написанная по случаю, если хотите ― пример выполнения трудового задания… но лично я был счастлив работать над ней, и я думаю, что она будет звучать очень хорошо. Я использовал в ней многие национальные фарерские мелодии, но вступление и концовка представляют собой эпизоды в свободной форме.
Далее Нильсен описал «план путешествия»: 
Я начинаю с изображения моря, каким вы ощущаете его во время плавания на судне ― монотонного и могучего моря. Вокруг тишина, но я думаю, что именно в то время, когда море спокойно, вы наиболее сильно ощущаете его ужасающую глубину … глубину и бесконечность одновременно. Во время путешествия мы внезапно слышим крик птицы, который заставляет нас думать, что суша уже рядом. Конечно, по правде говоря, я не большой любитель программной музыки, но на этот раз я думаю, что случай потребовал составления программы путешествия … Некоторым людям на борту начинает казаться, что они видят землю ― они приходят в восторг, о чём слушателю говорят фанфары, но туман скрывает прежний вид, и всё снова стихает. Затем раздаются новые крики птиц, и впереди вырисовывается суша. Музыка становится громче и серьёзнее и переходит в народную фарерскую мелодию; на берегу множество людей ждут момента, чтобы поприветствовать нас, и мы слышим их восклицания. Без плавного перехода я помещаю путешественника в самый разгар праздника с песнями и танцами. Я изображаю этот праздник с помощью мощной музыки, где далеко не последнюю роль играют мотивы баллад, а иллюстрации праздника прерываются народным мотивом. Это на мгновение успокаивает музыкальную обстановку, создаёт чувство лёгкости среди танцующих. Но опять же, праздник оживляется танцами и весельем до самого конца ― затем всё подытоживается одной продолжительной нотой, очень низким звуком кларнета, который постепенно затихает…
Когда композитора спросили, как он познакомился с фарерскими мелодиями, он объяснил:
[Фарерские мелодии] интересовали меня на протяжении многих лет. Я лично знал Яльмара Тюрена ― человека, который собирал многие из них [мелодий] там, на Фарерах, уговаривая местных жителей спеть их для него; я также изучил огромную коллекцию доктора Грюнер-Нильсена. Многие из этих песен безумно красивы, они часто тесно связаны с датскими, но отличаются от последних небольшими изменениями ― точно так же, как существуют старые варианты текстов песен, которые собрал Свен Грундтвиг. Но у некоторых мелодий также есть свой, особенный тон. В нём чувствуется определённая спокойная серьёзность, которая напоминает мне о людях, всегда идущих спокойно и в то же время оказывающих сильное влияние на окружающих, потому что за этим спокойствием чувствуется некая солидность. Вы не можете назвать фарерскую песню меланхоличной ― скорее, она производит впечатление разума, смирившегося с волей судьбы. Именно эти мелодии послужили мне основным материалом и задали тон моей увертюре. Большинство мотивов [пьесы] не были созданы мною самостоятельно ― благодаря какому-либо духовному опыту, и всё же эта работа наполнила меня удовольствием. Я попытался передать частицу духа, создаваемого художником или скульптором, когда он выставляет свои способности ради службы прикладному искусству.
В программе концерта были указаны следующие разделы произведения:
1. Спокойное море
2. Причаливание к берегу
3. Танцы и песни
4. Прощание
5. Тишина на море

Типичная продолжительность звучания увертюры составляет 10 минут.

## Состав оркестра
| Деревянные духовые 3 флейты 2 гобоя 2 кларнета 2 фагота Медные духовые 4 валторны 3 трубы 3 тромбона туба | Ударные литавры 2 перкуссиониста Струнные скрипки альты виолончели контрабасы |

## Критика
Итальянский музыковед Эдуардо Решиньо в своём труде, посвящённом истории музыки, так охарактеризовал перемены в стиле Нильсена в конце 1920-х годов: «Помня о пророчестве Роберта Шумана, в котором говорится о появлении национальных элементов в музыке (то есть, нужно сначала достичь оригинальности, а затем отвергнуть её, сделав её нормой академической музыки), Нильсен перелистывает главу романтизма и даёт начало новому веку». В другой своей книге Решиньо сравнивает «Воображаемое путешествие…» с пьесой Клода Дебюсси «От зари до полудня на море», являющейся первым из трёх эскизов, составляющих композицию «Море». В четырёхтомной «Большой энциклопедии классической музыки» говорится, что в «Путешествии…», как и в других предыдущих работах, композитор проявляет твёрдую волю к преодолению любого остатка романтического пафоса, все ещё живого в творчестве не только Нильсена, но и его великого современника Яна Сибелиуса.

## Записи
- Симфонический оркестр Орхуса, Ланс Фридель (MSR Classics)
- Датский национальный симфонический оркестр, Томас Даусгор (Dacapo)
- Гётеборгский симфонический оркестр, Неэме Ярви (Deutsche Grammophon)
- Симфонический оркестр Оденсе, Эдвард Серов (Kontrapunkt)
- Филадельфийский оркестр, Юджин Орманди (Sony BMG)
- Симфонический оркестр Шведского радио, Эса-Пекка Салонен (Sony BMG)